# Бекман, Кай
Карин (Кай) Бекман, урождённая Теландер (швед. Karin (Kaj) Beckman; 2 февраля 1913, Энчёпинг — 15 августа 2002, Эккерё) — шведская детская писательница и книжный иллюстратор.

## Биография и творчество
Карин Теландер родилась в 1913 году в Энчёпинге. Её отец был директором банка, а мать — художницей. Детство Кай прошло в Энчёпинге. Окончив школу для девочек в Евле, она поступила в Техническую школу в Стокгольме, а затем в Академию искусств. Там она познакомилась с Пером Бекманом, за которого вышла замуж в 1939 году и с которым впоследствии создала множество совместных работ.
Кай Бекман иллюстрировала как собственные детские книги, так и книги других авторов. Источниками вдохновения для неё служили природа, путешествия и картины таких художников, как Джотто и Фра Анджелико. В 1942 году она, вместе с Пером Бекманом, создала иллюстрации к книге Яльмара Бергмана «Lasse i Rosengård». Она также иллюстрировала сказки Андерсена и первые пять выпусков антологии детской литературы «Min skattkammare».
В 1969 году Кай Бекман опубликовала книгу для детей «Lisen kan inte sova». Однако самым её известным произведением стала серия книг о Монсе и Мари, созданная в 1970-х годах. Совместно с мужем Бекман создала комплект кукол и масок, предназначенный для детских игр, а также складное дерево с отверстиями, на котором дети могли расположиться во время чтения или отдыха. Некоторые из книг Кай Бекман созданы в соавторстве с сыном, Микаэлем: она писала стихи, а он делал к ним фотоиллюстрации. Помимо книжных иллюстраций, художница создавала коллажи, аппликации и гравюры с растительными и сказочными мотивами. В 1973 году она стала лауреатом премии Эльсы Бесков (Elsa Beskow-plaketten). Некоторые произведения художницы представлены в собрании Национального музея Швеции.
Кай Бекман умерла в 2002 году на острове Эккерё.